# Giro de Lombardía 1920
El Giro de Lombardía 1920 fue la 16.ª edición del Giro de Lombardía. Esta carrera ciclista organizada por La Gazzetta dello Sport se disputó el 9 de noviembre de 1920 con salida en Milán y llegada a Monza después de un recorrido de 242 km.
El ganador por tercera ocasión fue el francés Henri Pélissier (Bianchi-Pirelli). Su anterior victoria fue siete años antes, en el edición de 1913. Detrás de Pélissier quedaron dos italianos: Giovanni Brunero (Legnano-Pirelli) y Gaetano Belloni (Bianchi-Pirelli).

## Clasificación general
| Posición | Ciclista         | Equipo          | Tiempo     |
| -------- | ---------------- | --------------- | ---------- |
| 1        | Henri Pélissier  | Bianchi-Pirelli | 8h 23' 00" |
| 2        | Giovanni Brunero | Legnano-Pirelli | + 1' 20"   |
| 3        | Gaetano Belloni  | Bianchi-Pirelli | m. t.      |
| 4        | Giuseppe Azzini  | Bianchi-Pirelli | + 11' 25"  |
| 5        | Louis Luquet     | Individual      | + 12' 18"  |
| 6        | Alfredo Sivocci  | Legnano-Pirelli | + 17' 30"  |
| 7        | Federico Gay     | Bianchi-Pirelli | m. t.      |
| 8        | Lauro Bordin     | Bianchi-Pirelli | m. t.      |
| 9        | Ugo Agostoni     | Bianchi-Pirelli | + 19' 10"  |
| 10       | Carlo Galetti    | Legnano-Pirelli | + 23' 15"  |